# Elegy for an Undiscovered Species
Elegy for an Undiscovered Species ist ein Jazzalbum von Johannes Wallmann. Die am 21. und 22. Februar 2020 im Hamel Music Center an der University of Wisconsin-Madison entstandenen Aufnahmen erschienen am 15. Juni 2021 auf Zacc Harris’ Label Shifting Paradigm Records.

## Hintergrund
Johannes Wallmann, der gegenwärtig Leiter der Jazzstudiengänge an der University of Wisconsin-Madison ist, schuf mit seiner Elegy for an Undiscovered Species ist ein Werk, bei der ein Jazz-Quintett mit einem 14-köpfigen Streicherensemble zusammenspielt, in dem die Geigen, Bratschen und Celli als Kulisse – und manchmal als gleichberechtigter Partner – agierten. Zu den Mitwirkenden der Session gehören die Trompeterin Ingrid Jensen, der Tenorsaxophonist Dayna Stephens, die Schlagzeugerin Allison Miller und der Bassist Nick Moran. Das Konzept des Albums wurde von Wallmann im Laufe von zwei Jahren entwickelt.
Das Album entstand, nachdem der Pianist und Komponist 2018 ein Sabbatjahr von seiner Stelle an der University of Wisconsin-Madison genommen hatte, um ein neues Projekt zu komponieren und mit seinem Ehemann zu reisen. Er entschied sich schließlich dazu, Arrangements für ein 14-köpfiges Streichorchester zu schreiben, was er noch nie zuvor getan hatte, und die Streicherstimmen mit einem improvisierten Modern-Jazz-Quintett zu verflechten, das seine eigenen Kompositionen spielte. Die „Elegie für eine unentdeckte Spezies“ des Pianisten Johannes Wallmann beginnt mit dem elfminütigen Titelsong, einem musikalischen Protest gegen das Artensterben im Anthropozän.
Wallmann beabsichtigte dabei nicht, ein Album zu machen, das sich stilistisch auf halbem Weg zwischen Jazz und Klassik bewegte, ohne auf einen Abstecher in den Third Stream, das hybride Subgenre von Klassik und Jazz, hinauszulaufen, schrieb Imran Mirza. Vielmehr sollte die Musik solide und erkennbar Jazz sein, und die Arrangements mussten das Element der Streicher als kontrapunktische Begleitung behandeln, die die Melodielinien so schön und respektvoll wie möglich interpretierte, während das Jazzquintett auf dem Niveau improvisierten sollte, das Wallmanns Musik erfordert. „Ich wollte die Streicher, die klassische Musiker sind, in diese Jazz-Community einbringen – und zwar auf eine Weise, die mit ihren Stärken funktioniert“, sagt Wallmann. „Ich wollte nicht, dass sie neben Ingrid [Jensen] improvisieren müssen und Dayna [Stephens], diese Weltklasse-Improvisatoren. [Die Streicher sind] unglaublich darin, Musik zum Singen zu bringen und Kontrapunkte zu spielen.“
Eine Reihe von Jazzmusikern hätten im Laufe ihrer Karriere sich irgendwann an das Jazz-Album mit einer Streichergruppe gewagt, notierte Friedrich Kunzmann. Charlie Parker hat dies auf den zweiteiligen Charlie Parker with Strings (Mercury, 1950) getan, während Joshua Redman und Chris Potter den Trend mit Walking Shadows (Nonesuch, 2013) bzw. Imaginary Cities (ECM, 2015) aufgegriffen hätten. Zuletzt wäre es Pat Metheny gelungen, das gesamte Hollywood Studio Symphony Orchestra in seine charaktervollen Kompositionen zu From This Place (Nonesuch, 2020) zu verweben.
Die Aufnahme des Albums wurde ermöglicht mit der Unterstützung der Stiftungen The Emily Mead Baldwin Award, Division of the Arts, University of Wisconsin-Madison & The Wisconsin Alumni Research Foundation und der Graduate School Research Competition der University of Wisconsin-Madison.

## Titelliste
- Johannes Wallmann: Elegy for an Undiscovered Species

1. Elegy for an Undiscovered Species 11:04
2. Two Ears Old 9:35
3. In Three 8:37
4. Expeditor 9:53
5. Longing 7:02
6. The Greater Fool 10:32
7. Two Ears Old (reprise) 1:23

Die Kompositionen stammen von Johannes Wallmann.

## Rezeption
Dave Sumner schrieb in Bandcamp Daily, spätestens bei Johannes Wallmann gebe es eine nahezu perfekte Einheit zwischen der fließenden Anmut des Streichorchesters und der Anziehungskraft des Jazzquintetts im Kern des Ensembles. Der Pianist finde den Sweet Spot, an dem großer Sound und intime Phrasierungen nebeneinander existieren. Jedes der Stücke von Elegy mit einer durchschnittlichen Länge von etwa zehn Minuten ermögliche den gleichzeitigen Genuss der Weite von Wallmanns Kompositionen und der hellen Resonanz jedes einzelnen Moments.

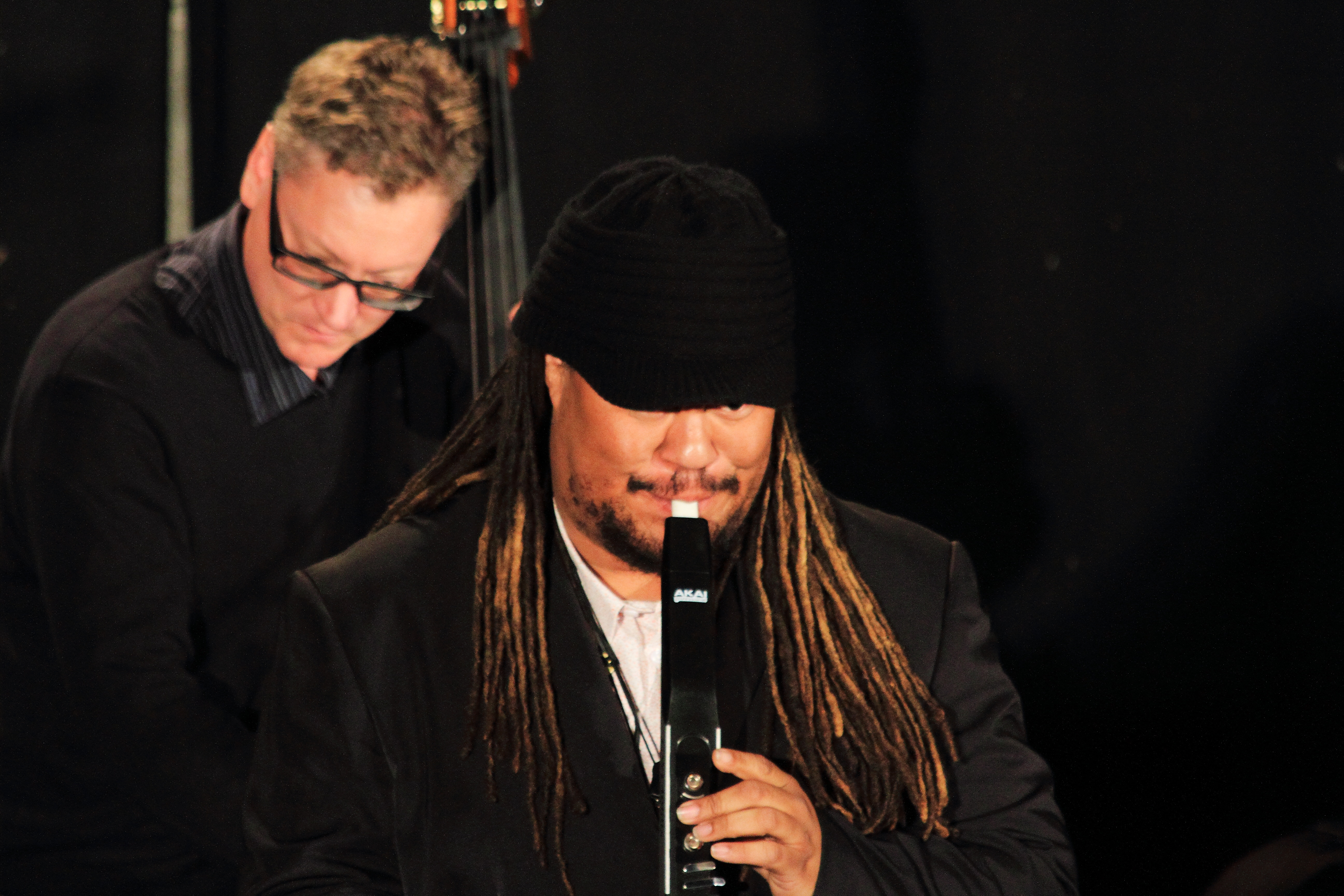
Dayna Stephens und der Bassist Doug Weiss mit dem Al Foster Quartet beim INNtöne Jazzfestival 2016

Nach Ansicht von Dan McClenaghan, der das Album in All About Jazz rezensierte, vermittle die Musik hier (und letztlich alle Kunst wirklich) auch Hoffnung, neben all den aufgeregten, verstörenden und turbulenten Momenten. Die Vorlage werde mit der Titelmelodie gesetzt: Schönes und kühnes Quintettspiel, uneingeschränktes Solospiel rundherum, die Streicher würden eine Tönung in einer Reihe von markanten, schön arrangierten und oft kantigen Kompositionen von Wallmann geben, mit viel Raum für Individualität Ideen rundum. Von besonderer Bedeutung sei Stephens’ geschickter Einsatz des elektronischen Blasinstruments EWI auf „In Three“, das einen Sound hinzufüge, der eine bereits moderne Musik weiter modernisiere, so der Autor; und Nick Morans E-Bass-Solo in „The Expeditor“, zusammen mit Millers präzisen perkussiven Nuancen und der kühnen Arbeit der Streicher, die die Dinge in eine surreale Funkzone bringen.
Ebenfalls in All About Jazz schrieb Friedrich Kunzmann, Johannes Wallmann könne sich glücklich schätzen, eine prominent besetzte Kernband hinter sich zu haben. Neben der prominenten Besetzung füge ein üppiges Streichorchester harmonische Tiefe und ornamentale Pinselstriche hinzu, erweitere ansteigende Aufbauten mit weiterer dynamischer Breite und schmücke solistische Instrumentalabschnitte mit überschwänglichen Arrangements. Das Konzept „Jazz mit Streichern“ gewinne durch Wallmanns Perspektive neue Feinheiten und ergebe eine faszinierende Zusammenstellung voller atmosphärischer Melodien, die viel Raum für Soli eröffnen.
Imran Mirza schrieb in UK Vibe, die Einbeziehung eines Streichorchesters sei bemerkenswert, was manchmal durch eine unauffällige Präsenz den Stücke eine schöne Tiefe verleihe wie beim Titelstück des Albums und „Two Ears Old“, während das Orchester in anderen Tracks des Albums eine zentrale Rolle spiele. „Elegy for an Undiscovered Species“ sei von Anfang bis Ende ein wunderbares Musikwerk.
Es sei ein wahres Fest der Stile und Genres und für jeden Künstler, der das Glück habe, sein neuntes Album zu veröffentlichen, sei es wirklich eine inspirierende Sache, dies mit einem solch durchdachten und innovativen Ansatz zu tun, so dass dies ein Projekt sei, das für immer einen hohen Stellenwert im Katalog von Johannes Wallmann – und Shifting Paradigm – haben werde.
In gewisser Weise scheine der Titel Ereignisse, verbunden mit der COVID-19-Pandemie, vorweggenommen zu haben, die außer Epidemiologen niemand unbedingt vorhergesagt hätten, schrieb Mike Noto (Tone Madison). Der Titel wecke Gefühle der Isolation, erzwungener Selbstbeobachtung und darüber hinaus die Vorstellung, eine Klage über etwas oder jemanden zu schreiben, den man nie kannte. Das alles seien Emotionen und Ideen, die für die meisten Menschen nach dem, was alle im letzten Jahr erlebt hätten, stärker in den Fokus gerückt seien. In gewisser Weise fühle sich die Aufnahme eines Albums mit etwas so Gemeinschaftlichem wie einem Live-Orchester jetzt wie ein angemessener Abschied von dieser Zeit an.